# 761-й окремий розвідувальний артилерійський полк (Україна)
761-й окремий розвідувальний артилерійський полк (761 ОРоАП, в/ч А1676) — військове формування, розвідувальний артилерійський полк Збройних Сил України. Розформований у 2004 році.
У 2002 році в/ч А1676 передислоковано в м. Сміла та розміщено на території колишньої військової частини А1802.
20 травня 2003 року у полі біля с. Будо-Орловецька Городищенського району піротехнічною групою МО (в/ч А1676, м. Сміла) вилучено та знешкоджено 21 артилерійський снаряд та 4 міни часів німецько-радянської війни, які було виявлено 19 травня.
О 8 год. 12 грудня у с. Мліїв Городищенського району на приватному подвір'ї під час проведення земляних робіт виявлено 5 мін часів радянсько-німецької війни, які об 11 год. 15 хв. вилучено та знешкоджено піротехнічною групою Міноборони (в/ч А1676, м. Сміла).